# Кремје
Кремје (фр. Crémieu) је насељено место у Француској у региону Рона-Алпи, у департману Изер.
По подацима из 2011. године у општини је живело 3357 становника, а густина насељености је износила 546,74 становника/km².

## Демографија
| 1962. | 1968. | 1975. | 1982. | 1990. | 2011. |
| ----- | ----- | ----- | ----- | ----- | ----- |
| 2.416 | 2.393 | 2.450 | 2.409 | 2.855 | 3.357 |